# Pteromalus niger
Pteromalus niger är en stekelart som först beskrevs av Etienne Laurent Joseph Hippolyte Boyer de Fonscolombe 1832.  Pteromalus niger ingår i släktet Pteromalus och familjen puppglanssteklar. Inga underarter finns listade i Catalogue of Life.